# Efflorescens
 Der er for få eller ingen kildehenvisninger i denne artikel, hvilket er et problem. Du kan hjælpe ved at angive troværdige kilder til de påstande, som fremføres i artiklen.

 Denne artikel bør gennemlæses af en person med fagkendskab for at sikre den faglige korrekthed.
     ⇒ Afsnitsinddeling, billedvalg og eksterne henvisninger. Begrebet bruges tilsyneladende også inden for dermatologi 

I kemi refererer efflorescens (som stammer fra det franske ord for 'blomstring') til processen, hvor et salt bevæger sig til overfladen af et porøst materiale og danner en belægning. Denne proces indebærer, at et salt opløses i vand eller i sjældne tilfælde et andet opløsningsmiddel. Når vandet, som indeholder saltet i opløst form, når overfladen, fordamper det, hvilket efterlader saltet som en synlig belægning.
I primær efflorescens trænger vandet ind i materialet, hvor saltet allerede er til stede internt. Den omvendte proces, hvor saltet oprindeligt findes på overfladen og derefter transporteres ind i materialet i opløst form, betegnes som sekundær efflorescens.

## Baggrund
Efflorescens kan opstå både i naturlige og byggede omgivelser. På porøse byggematerialer udgør det typisk kun et kosmetisk problem (primær efflorescens, som forårsager misfarvning), men det kan nogle gange være tegn på en indre strukturel svaghed (migration eller nedbrydning af komponentmaterialer). Efflorescens kan også blokere porerne i porøse materialer, hvilket kan føre til skade på materialerne på grund af intern vandtryk, som det ses ved spaltning af mursten."
1. En 5 molær koncentration vandig dråbe af NaCl vil spontant krystallisere ved 45% relativ fugtighed (298 K ) for at danne en NaCl-terning ved mekanismen med homogen kernedannelse. Det oprindelige vand frigives til gasfasen.
2. Gips (CaSO 4 .2H 2 O) er et hydratfast stof, der i et tilstrækkeligt tørt miljø vil afgive sit vand til gasfasen og danne anhydrit (CaSO 4 ).
3. Kobber(II)sulfat (blåsten) (CuSO 4 .5H 2 O) er et blåt krystallinsk fast stof, der, når det udsættes for luft, langsomt mister krystallisationsvandet fra overfladen og danner et hvidt lag af vandfrit kobber(II)sulfat.
4. Natriumcarbonat decahydrat (Na 2 CO 3 .10H 2 O) vil miste vand, når det udsættes for luft.

Primær efflorescens opstår typisk under den tidlige hærdning af cementholdige materialer, hvilket giver anledning til salte, der ikke normalt er en del af cementstenen. Denne proces forekommer ofte på murværk, især mursten, samt på visse brandstopmørtler. Når vand bevæger sig gennem en væg eller struktur, eller når det drives ud under hærdningen af cementen, kan det bringe salte til overfladen. Når vandet fordamper, efterlades en hvid, pulveragtig aflejring af salt, som normalt let kan børstes af. Denne hvide aflejring omtales som 'efflorescens' i denne sammenhæng, og det refereres til som 'salpetering' i visse tilfælde. Da de salte, der forårsager primær efflorescens, ikke er en naturlig del af cementstenen, udgør det primært en æstetisk udfordring snarere end et strukturelt problem.

## Forebyggelse
For at forebygge primær efflorescens anvendes ofte formuleringer, der indeholder flydende fedtsyreblandinger, såsom oliesyre og linolsyre. Den olieholdige blanding tilsættes tidligt i batchblandingen ved at påføre den på sandpartiklerne, før blandingsvandet tilsættes. På denne måde sikres en jævn fordeling af den olieagtige blanding gennem hele betonblandingen, hvilket hjælper med at forhindre efflorescens. 
Sekundær efflorescens får sit navn, da det ikke opstår som en konsekvens af dannelsen af cementstenen eller dens hydreringsprodukter. I stedet er det ofte et resultat af ydre påvirkninger, såsom klorider. Et typisk eksempel på, hvor sekundær efflorescens opstår, er på stålarmerede betonbroer og parkeringshuse. Saltvandsopløsninger dannes som følge af vejsalt om vinteren. Disse opløsninger optages i betonen, hvor de kan begynde at opløse cementstenen, hvilket har en primær strukturel betydning. I nogle tilfælde kan der dannes virtuelle drypsten som resultat af den opløste cementsten, der hænger i revner i betonkonstruktioner. Når denne proces finder sted, kan den strukturelle integritet af betonelementet blive kompromitteret. Dette er et udbredt problem i trafikinfrastruktur og vedligeholdelse af bygninger. Sekundær efflorescens kan ses som en form for 'osteoporose' i betonen.
For at kontrollere sekundær efflorescens tilsættes blandinger, der indeholder vandbaseret calciumstearatdispersion (CSD), ofte på et senere tidspunkt i batchprocessen sammen med blandingsvandet. I en typisk batchproces fyldes sand først i blanderen, hvorefter den oliebaserede primære anti-efflorescensblanding tilsættes, mens der blandes kontinuerligt for at sikre, at olien fordeles jævnt på sandet. Derefter tilsættes grove tilslag, farvestoffer og cement, før vandet tilsættes. Hvis CSD anvendes, indføres det typisk på dette tidspunkt, enten under eller efter tilsætningen af blandingsvandet. CSD er en vandig dispersion, hvor fine calciumstearatpartikler er jævnt suspenderet i vandet. Kommercielt tilgængelig CSD har en gennemsnitlig partikelstørrelse på omkring 1 til 10 mikrometer. Den ensartede fordeling af CSD i blandingen kan gøre den resulterende beton mere vandafvisende, da CSD-partiklerne effektivt fordeles i materialets porer og dermed forstyrrer kapillærvandet bevægelse.
Kaltemit er en sekundær aflejring, der stammer fra beton, mørtel eller kalk, og som ofte fejlagtigt opfattes som efflorescens. Kaltemit aflejres typisk som calcit, den mest stabile polymorfe form af calciumcarbonat (CaCO₃).

## Tilsætningsstoffer, forsegling
Den eneste måde at forhindre både primær og sekundær efflorescens permanent i cementholdige materialer er ved at bruge specielle tilsætningsstoffer, der kemisk reagerer med og binder de saltbaserede urenheder i betonen, når brint (H) er til stede. Den kemiske reaktion i disse tilsætningsstoffer binder natriumchloridet på et nanomolekylært niveau og omdanner det til ikke-natriumbaserede kemikalier og andre uskadelige stoffer, som ikke vil blive udvasket eller migrere til overfladen. Faktisk er nanoteknologien i disse tilsætningsstoffer op til 100.000 gange mindre end selv de mindste cementpartikler, hvilket gør det muligt for deres molekyler at passere gennem cementmineraler eller sandpartikler og blive en integreret del af cementen eller sandet, som de reagerer med. Da de kræver brint for at reagere, stopper de med at reagere, når betonen tørrer ud, og begynder at reagere igen, når betonen udsættes for fugt.
Porøse byggematerialer som mursten, fliser og beton kan også beskyttes mod efflorescens ved at behandle dem med en imprægnerende, hydrofobisk forsegler. Denne type forsegler afviser vand og trænger dybt nok ind i materialet til at holde vand og opløste salte væk fra overfladen. Dog kan sådanne forseglere forårsage skader i områder, hvor fryse-/tøcyklusser er et problem, da de kan forhindre vand i at trænge ud. Selvom det kan hjælpe med at beskytte mod efflorescens, er det ikke en permanent løsning på problemet..

## Reparation
Efflorescens kan ofte fjernes fra beton ved at anvende fosforsyre. Efter påføring neutraliseres syren med en mildt fortyndet rengøringsmiddel, hvorefter området skylles grundigt med vand. Dog, hvis kilden til vandindtrængningen ikke behandles, kan efflorescensen vende tilbage..
Almindelige metoder til at beskytte armering inkluderer anvendelse af epoxybelægning og en let elektrisk ladning, som begge forhindrer rustdannelse. Desuden kan der også benyttes armeringsjern i rustfrit stål.
Moderne vandafvisende midler hjælper med at skabe en dampgennemtrængelig barriere, der holder flydende vand, især fra vinddrevet regn, ude af mursten og murværk. Samtidig kan vanddamp fra bygningens indre eller fra undersiden af brosten slippe ud. Dette reducerer risikoen for efflorescens, afskalning og skader, der kan opstå, når vand fanget i murstenssubstratet fryser i koldt vejr. Tidligere kunne vandafvisende midler dog fange fugt i murværket og skabe flere problemer, end de løste. I områder med skiftende årstider var kondensproblemer ofte langt mere problematiske end i mere stabile klimaer.

## Eksterne hanvisninger
- Wikimedia Commons har flere filer relateret til Efflorescens
- Geologi : 'efflorescens' i Store norske leksikon på Snl.no
- "A perspective view of salt crystallization from solution in porous media: morphology, mechanism, and salt efflorescence" hos Nature.com, 9. oktober 2024
- Dermatologi: efflorescens (dermatologi) i Store norske leksikon på Snl.no af Tor Langeland
- Dermatologi: efflorescens i Den Store Danske på Lex.dk af Niels Henrik Nielsen og Tor Langeland